# Bernd Euler-Rolle

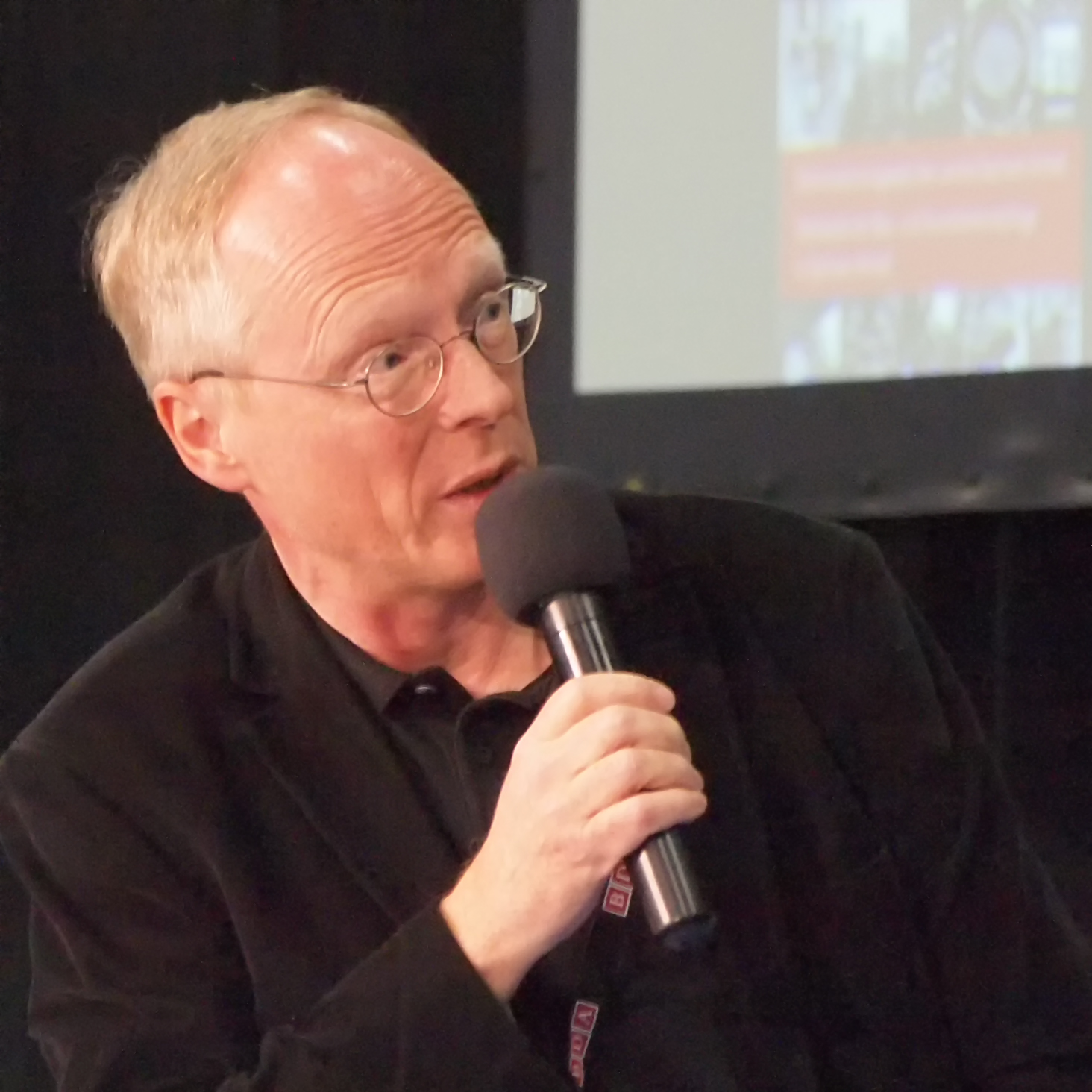
Bernd Euler-Rolle 2014 auf der Monumento

Bernd Euler-Rolle (* 12. November 1957 in Wien) ist ein österreichischer Kunsthistoriker und Denkmalpfleger.

## Leben
Euler-Rolle studierte Kunstgeschichte an der Universität Wien und schloss 1983 mit der Dissertation zum Thema Form und Inhalt kirchlicher Gesamtausstattungen des österreichischen Barock bis 1720/30 ab. Seit 1979 ist er Mitarbeiter des Bundesdenkmalamtes, zuerst in der kunsttopographischen Inventarisation in Niederösterreich und Salzburg, ab 1984 in der Bau- und Kunstdenkmalpflege am Landeskonservatorat für Oberösterreich. Zwischen 1991 und 2009 war er als Stellvertreter des Landeskonservators für Oberösterreich für maßgebliche Projekte im Land verantwortlich, darunter große Innenrestaurierungen wie in den ehemaligen Stiftskirchen von Garsten und Kloster Mondsee sowie im Barockschloss Aurolzmünster, und darüber hinaus für das gesamte Spektrum der Baudenkmalpflege wie in den bedeutenden Denkmalorten Steyr, Wels oder Gmunden.
Er war ab 2009 Leiter der Abteilung für Konservierung und Restaurierung am Bundesdenkmalamt in Wien und von 2012 bis 2022 Fachdirektor des Bundesdenkmalamtes, der die leitende wissenschaftlich-fachliche Funktion in der österreichischen Denkmalpflege wahrzunehmen hat. An der Universität Wien und an der Akademie der bildenden Künste Wien hat er Lehraufträge für Denkmalpflege inne. Er ist Mitglied des Arbeitskreises für Theorie und Lehre der Denkmalpflege sowie von ICOMOS (Internationaler Rat für Denkmalpflege).
Von August bis Dezember 2018 war er als Nachfolger von Barbara Neubauer interimistisch Präsident des Bundesdenkmalamtes.

## Veröffentlichungen (Auswahl)
- Form und Inhalt kirchlicher Gesamtausstattungen des österreichischen Barock bis 1720/30. Univ. Diss. Wien, 1983.
- Mitarbeiter beim Dehio Salzburg 1986.
- Historismus versus Archaismus – Schöngrabern und die romanisierende Kunst des 16. Jahrhunderts in Österreich. Wien 1987.
- mit Andreas Lehne: Kunstwerk Stadt. Österreichische Stadt- und Ortsdenkmale. Luftaufnahmen von Lothar Beckel, Bundesdenkmalamt, Residenz Verlag, Salzburg 1988, ISBN 3-7017-0484-8.
- Wege zum »Gesamtkunstwerk« in den Sakralräumen der österreichischen Spätbarocks am Beispiel der Stiftskirche von Melk. In: Zeitschrift des Deutschen Vereins für Kunstwissenschaft. 1989, Heft 1, S. 25–48.
- Mitarbeiter beim Dehio Niederösterreich nördlich der Donau 1990.
- mit Georg Heilingsetzer, Manfred Koller: Schloss Weinberg im Lande ob der Enns. Berichte zur Denkmalpflege, Linz 1990.
- Kritisches zum Begriff des "Gesamtkunstwerks" in Theorie und Praxis. In: Barock. Regional – International. Hrsg. von G. Pochat und B. Wagner, Kunsthistorisches Jahrbuch Graz 25, Graz 1993, S. 365–374.
- Denkmalpflege und moderne Architektur – Der Umbau des ehemaligen Minoritenklosters in Wels. In: 33. Jahrbuch des Musealvereins Wels 2001/2002/2003. Wels 2004, S. 135–176 (S. 135–146 (ooegeschichte.at [PDF]), S. 147–176 (ooegeschichte.at [PDF])).
- Der "Stimmungswert" im spätmodernen Denkmalkultus – Alois Riegl und die Folgen. In: Österreichische Zeitschrift für Kunst und Denkmalpflege 59, 2005, Heft 1, S. 27–34.
- "Moderne Denkmalpflege" und "moderne Architektur" – gemeinsame Wurzeln, getrennte Wege? In: Österreichische Zeitschrift für Kunst und Denkmalpflege 61, 2007, Heft 2/3, S. 145–161.
- „Am Anfang war das Auge“ – Zur Rehabilitierung des Schauwerts in der Denkmalpflege. In: DENKmalWERTE. Beiträge zur Theorie und Aktualität der Denkmalpflege. Hrsg. von H.-R. Meier und I. Scheurmann, Berlin 2010, S. 89–100.
- Wie kommt die Farbe ins Barock? Stilbildung durch Denkmalpflege. In: Stuck des 17. und 18. Jahrhunderts. Geschichte, Technik, Erhaltung. Fachtagung des Deutschen Nationalkomitees von ICOMOS in Würzburg 4.–6. Dezember 2008, hrsg. von J. Pursche, ICOMOS Hefte des Deutschen Nationalkomitees 50, München 2010, S. 44–53.
- Die Entdeckung der historischen Kulturlandschaft seit Max Dvořák und ihre Konsequenzen für die Denkmalpflege. In: Historische Kulturlandschaft und Denkmalpflege. Jahrestagung des Arbeitskreises für Theorie und Lehre der Denkmalpflege in Bamberg 30. September – 3. Oktober 2009, hrsg. von B. Franz und A. Hubel, Holzminden 2010, S. 120–128.
- Von der historischen Pietät zur sozialen Bewegung? Die Bildungsgrundlagen der „modernen Denkmalpflege“. In: Bildung und Denkmalpflege. Jahrestagung der Landesdenkmalpfleger in der BRD, Brandenburg an der Havel 16.–19. Mai 2010, Worms 2010, S. 49–55.
- Das Malerische und das Erhabene – zu den Ursprüngen von Denkmalpflege und Kulturlandschaft. In: Wachau. Welcher Wandel? Hrsg. von B. Neubauer, Weitra 2011, S. 9–20.